# Бюрнуф, Жан-Луи
Жан-Луи Бюрнуф (фр. Jean-Louis Burnouf; 14 сентября 1775, Урвилль, департамента Манш — 8 мая 1844, Париж) — французский учёный-классик, антиковед, филолог и переводчик. Отец учёного-востоковеда Эжена Бюрнуфа.

## Биография
Сын бедного ткача. В раннем возрасте остался сиротой. Был принят стипендиатом в Collège d’Harcourt (теперь Лицей Сен-Луи в Париже), в 1792 году был награждён университетской почётной наградой.
Во время Великой французской революции, зарабатывал на жизнь, занимаясь торговлей. В 1808 году был назначен профессором риторики в лицее Карла Великого, в 1817 — стал профессором латинского красноречия в Коллеж де Франс, в 1826 — Генеральным инспектором университета и, наконец, в 1830 г. — главным учебным директором.
Был также библиотекарем университета Сорбонны.
В 1836 был избран членом Академия надписей и изящной словесности.
Кроме, классических античных языков, под руководством Александра Гамильтона изучал санскрит.
В 1844 году скончался в Париже.

## Научная деятельность
Его выдержавшие много изданий учебники в течение многих лет служили основой преподавания классических языков во Франции. Из них:
- «Méthode pour étudier la langue grecque» (Париж, 1814; последнее издание, 1882);
- «Premiers principes de la grammaire grecque» (последнее изд., 1879);
- «Premiers principes de la grammaire latine» (24-oe изд., 1883).

На русском языке: «Практическая грамматика греческого языка для русских» (СПб., 1848); «Руководство для изучения греческого языка» (СПб., 1861).
Бюрнуфу принадлежат выдающиеся переводы Тацита (1827—1833, в 6 томах), Саллюстия, Цицерона, перевод и комментарий к тексту «Panegyricus» Плиния Младшего (1834; 3-е изд., 1845) и многие другие переводы классических произведений.
Перевёл на латинский язык французский вариант «Mort d’Yadjnadatta» Антуана-Леонара Шези.